# Copăceni (Vâlcea)
Copăceni es una comuna ubicada en el distrito Vâlcea, Rumania.

## Superficie
Posee una superficie de 63,17 kilómetros cuadrados.

## Demografía
Hasta 2021 la población era de 2468 habitantes, con una densidad de población de 39,07 habitantes por kilómetro cuadrado.